# Progonomys
Progonomys is een geslacht van uitgestorven knaagdieren uit de onderfamilie muizen en ratten van de Oude Wereld (Murinae). Deze dieren hadden lange, smalle kiezen, iets groter dan de levende huismuis (Mus musculus). Ze kwamen voor in het Tortonien en vroege Serravallien van Europa, Zuid-Azië en misschien Noord-Afrika. Karnimata wordt als een synoniem van dit geslacht gezien, maar veel van de soorten daarvan kunnen niet tot Progonomys worden gerekend. Het is nog onduidelijk bij welk geslacht die horen. Progonomys is waarschijnlijk de voorouder van veel, zo niet alle, muizen en ratten van de Oude Wereld. Door de tijd heen werden de dieren van dit geslacht steeds groter, van een kleine, onbeschreven soort uit Turkije tot de grotere P. woelferi. Verschillende soorten die vroeger tot dit geslacht zijn gerekend worden nu tot Castillomys (=Occidentalomys) of een ongeïdentificeerd geslacht gerekend: Castillomys hispanicus en Castillomys clauzoni zijn eerder tot Progonomys (en Occitanomys) gerekend, en het is onduidelijk bij welk geslacht 'P.' debruijni hoort. 'P.' yunnanensis is inmiddels in het geslacht Linomys geplaatst.

## Soorten
Er zijn verschillende soorten (naast wat ongeïdentificeerd materiaal):
- Progonomys cathalai
- Progonomys minus
- Progonomys sinensis
- Progonomys woelferi
- Progonomys chougrani (onzeker)

Allorattus · 
Antemus · 
Anthracomys · 
Beremendimys · 
Castillomys · 
Castromys · 
Chardinomys · 
Dilatomys · 
Euryotomys · 
Hansdebruijnia · 
Hooijeromys · 
Huaxiamys · 
Huerzelerimys · 
Kritimys · 
Leilaomys · 
Linomys ·
Orientalomys · 
Paraethomys · 
Parapelomys · 
Parapodemus · 
Progonomys · 
Prohadromys · 
Qianomys · 
Ratchaburimys · 
Rhagamys · 
Rhagapodemus · 
Saidomys · 
Sinapodemus · 
Stephanomys · 
Wushanomys · 
Yunomys
Soorten met onduidelijke verwantschappen:
Karnimata huxleyi · 
Karnimata inflata · 
Karnimata intermedia · 
Karnimata minima · 
Mastomys colberti · 
Mus hipparionum · 
Progonomys debruijni